# Гольдштейн, Омер
 Омер Гольдштейн (ивр. עומר גולדשטיין‎); (род. 13 августа 1996, Мисгав, Израиль) — израильский профессиональный шоссейный велогонщик, выступающий  за команду мирового тура «Israel Start-Up Nation». Чемпион Израиля по шоссейному велоспорту в индивидуальной гонке (2018).

## Достижения
2013
1-й  Чемпион Израиля — Групповая гонка (юниоры)
2015
2-й  Чемпионат Израиля — Индивидуальная гонка U23
3-й  Чемпионат Израиля — Индивидуальная гонка
4-й Чемпионат Израиля — Групповая гонка
2016
2-й  Чемпионат Израиля — Индивидуальная гонка
2-й  Чемпионат Израиля — Индивидуальная гонка U23
2018
1-й  Чемпион Израиля — Индивидуальная гонка
3-й  Чемпионат Израиля — Групповая гонка
2019
2-й  Чемпионат Израиля — Групповая гонка